# Halticoptera ovoidea
Halticoptera ovoidea är en stekelart som beskrevs av Huang 1991. Halticoptera ovoidea ingår i släktet Halticoptera och familjen puppglanssteklar. Inga underarter finns listade i Catalogue of Life.